# Fernand Fonssagrives
Pour les articles homonymes, voir Fonssagrives.
Fernand Fonssagrives (Paris 6e, 8 juin 1910 - Little Rock, 23 avril 2003) est un photographe français.

## Biographie
Fernand Fonssagrives, de son vrai nom Fernand Vigoureux, est le fils du sculpteur Pierre Vigoureux et de Jeanne Fonssagrives, fille de Jean-Baptiste Fonssagrives (1862-1910, gouverneur colonial du Dahomey de 1899 à 1900) et petite-fille du Dr Jean-Baptiste Fonssagrives (1823-1884). Il épouse le mannequin suédois Lisa Bernstone en 1934. A la suite d'un accident, il abandonne sa carrière de danseur pour devenir photographe.